# Одесский военно-исторический музей
Военно-исторический музей Южного оперативного командования — одесский военно-исторический музей. Ранее — музей истории Краснознамённого Одесского военного округа.
Находится по адресу ул. Пироговская, 2.

## История
Музей был открыт 6 ноября 1967 года. В начале 1980-х гг находился на реконструкции и вновь открылся для посетителей 8 мая 1985 года, накануне 40-й годовщины Победы.
Содержит собрание документов и экспонатов, рассказывающих об истории военного искусства с середины XIX века до наших дней.
В настоящий момент в музее действует 13 залов, экспозиции которых посвящены страницам русской, советской и украинской военной истории. Наиболее полное отражение здесь нашёл период Великой Отечественной войны.
Постоянно пополняется зал, посвящённый ВВС Украины после распада СССР. Около музея оборудована смотровая площадка, на которой представлены 13 единиц боевой техники как времен Второй мировой, так и послевоенные.